# Galeodes levyi
Galeodes levyi es una especie de arácnido  del orden Solifugae de la familia Galeodidae.

## Distribución geográfica
Se encuentra en el oeste de Asia.